# Pfleggericht Rauhenlechsberg
Das Pfleggericht Rauhenlechsberg war von 1544 bis 1803 ein bayerisches Gerichts- und Verwaltungsterritorium im Gebiet zwischen Lech und Ammer. Sein Sitz war die Burg Rauhenlechsberg nördlich von Apfeldorf (heute Landkreis Landsberg am Lech).

## Ausdehnung
Das Pfleggericht bestand aus zwei nicht zusammenhängenden Gebieten. Sein „Oberamt“ umfasste nur das Dorf Peißenberg. Zum „Unteramt“ gehörten die Dörfer Apfeldorf, Apfeldorfhausen, Birkland, Kinsau, Mundraching, Reichling, Stadl sowie Teile von Lechmühlen mit dem Römerkessel. Das Pfleggericht lag damit eingekeilt zwischen den Landgerichten Landsberg, Schongau und Weilheim.
Bis 1599 gehörte auch das Gericht über den Dießener Forst (zwischen Dießen am Ammersee und Rott am Lech) zu Rauhenlechsberg, wurde dann aber mit dem Seegericht Dießen vereinigt.

## Geschichte
Der ungewöhnliche Zuschnitt des Pfleggerichts Rauhenlechsberg ist vermutlich auf spätmittelalterliche Besitzungen der Herren von Seefeld in den genannten Dörfern zurückzuführen. Nach dem Aussterben der Seefelder im 15. Jahrhundert unterstand das Gebiet zum Teil den Wittelsbachern, zum Teil dem Geschlecht der Tuchsenhauser.
Ab 1498 brachten die Wittelsbacher auch die Tuchsenhauserische Herrschaft an sich und errichteten die beiden Gerichte Rauhenlechsberg und Peißenberg. Anlässlich einer Verpfändung an Jörg von Rechberg wurden die beiden Gerichte 1544 dann zum Pfleggericht Rauhenlechsberg vereinigt.
In dieser Gestalt blieb das Pfleggericht bis zu seiner Auflösung 1803 bestehen. Das Oberamt (Peißenberg) kam zum Landgericht Weilheim, während die Dörfer des Unteramts dem Landgericht Schongau zugeschlagen wurden.

## Zuständigkeiten
Der Pfleger von Rauhenlechsberg war zuständig für die Verwaltung, die Eintreibung von Steuern und Abgaben, das Polizei- und Wehrwesen und die niedere Gerichtsbarkeit (Strafen unterhalb schwerer Leib- und Todesstrafen). Die hohe Gerichtsbarkeit lag zumeist beim Landgericht Landsberg, von 1582 an für unbestimmte Zeit beim Landgericht Weilheim.

## Burg Rauhenlechsberg
Die Burg Rauhenlechsberg wurde 1298 erstmals urkundlich erwähnt, als die Herren von Seefeld die „Burgfeste zu Lechsberg“ erwarben. Nach der Auflösung des Pfleggerichts 1803 verfiel die Burg und wurde in der Folgezeit komplett abgetragen. Heute erinnert nur noch ein Gedenkstein an die frühere Anlage.

## Varia
1705 wurde Johann Jäger, einer der Anführer des bayerischen Volksaufstandes von 1705, in Rauhenlechsberg verhaftet. Jäger hatte sich mit seinem Mitstreiter Anton Passauer bei seiner Mutter versteckt. Während Passauer fliehen konnte, wurde Jäger am 7. Januar 1706 in den Falkenturm nach München gebracht.